# Jacek Dembiński
Jacek Dembiński (ur. 20 grudnia 1969 w Poznaniu) – polski piłkarz, reprezentant Polski.
Grał na pozycji napastnika; wychowanek Polonii Poznań, związany z historią wielkopolskich klubów. Swoją pierwszoligową karierę rozpoczął w Lechu Poznań (1991/1992 – 1994/1995 i 1995/1996), rozgrywając 106 meczów i strzelając 34 bramki, a także zdobywając 2-krotnie mistrzostwo Polski w 1992 i 1993. Podczas gry w Lechu zaliczył swoje pierwsze występy w reprezentacji (10 spotkań 1994/1995 i 1997/1998). Następnie występował w drużynie Lausanne Sports w Super League (liga szwajcarska – 1995/1996). W sezonach 1996/1997 i 1997/1998 oraz 2000/2001 w Widzewie Łódź (50 meczów i 23 bramki, Mistrz Polski 1997). Następnie odnotował występy w Bundeslidze w barwach Hamburger SV (1997/1998–2000/2001), grając w 69 meczach i strzelając 11 bramek. Potem powrócił do polskiej ekstraklasy, występując w Amice Wronki do końca sezonu 2005/2006 (137 meczów i 37 bramek). Od sezonu 2006/2007 występował w nowej drużynie – Lech Poznań. Po jego zakończeniu klub postanowił nie przedłużać z nim kontraktu, a on sam podjął decyzję o zakończeniu kariery.
20 listopada 1996 w meczu z Borussia Dortmund w 5 kolejce fazy grupowej Ligi Mistrzów strzelił dwie bramki dla Widzewa Łódź. Mecz zakończył się wynikiem 2:2. Jest drugim, po Leszku Piszu z Legii Warszawa, piłkarzem w historii, który strzelił dwie bramki dla polskiego zespołu w jednym meczu na tym etapie rozgrywek.

## Reprezentacja Polski
W reprezentacji Polski rozegrał 10 spotkań.
| lp. | Data             | Miejsce                 | Przeciwnik       | Rezultat | Rozgrywki     | Grał   | Uwagi        |
| --- | ---------------- | ----------------------- | ---------------- | -------- | ------------- | ------ | ------------ |
| 1.  | 10 grudnia 1994  | Rijad                   | Arabia Saudyjska | 2-1      | towarzyski    | do 45' |              |
| 2.  | 15 marca 1995    | Ostrowiec Świętokrzyski | Litwa            | 4-1      | towarzyski    | od 71' |              |
| 3.  | 29 czerwca 1995  | Recife                  | Brazylia         | 1-2      | towarzyski    | od 64' |              |
| 4.  | 22 maja 1997     | Solna                   | Szwecja          | 2-2      | towarzyski    | od 46' |              |
| 5.  | 31 maja 1997     | Chorzów                 | Anglia           | 0-2      | elim. MŚ 1998 | 90'    | Żółta kartka |
| 6.  | 14 czerwca 1997  | Katowice                | Gruzja           | 4-1      | elim. MŚ 1998 | do 89' |              |
| 7.  | 6 września 1997  | Warszawa                | Węgry            | 1-0      | towarzyski    | od 15' |              |
| 8.  | 25 lutego 1998   | Ramat Gan               | Izrael           | 0-2      | towarzyski    | do 45' |              |
| 9.  | 27 maja 1998     | Chorzów                 | Rosja            | 3-1      | towarzyski    | do 62' |              |
| 10. | 18 sierpnia 1998 | Kraków                  | Izrael           | 2-0      | towarzyski    | do 45' |              |